# چفیه

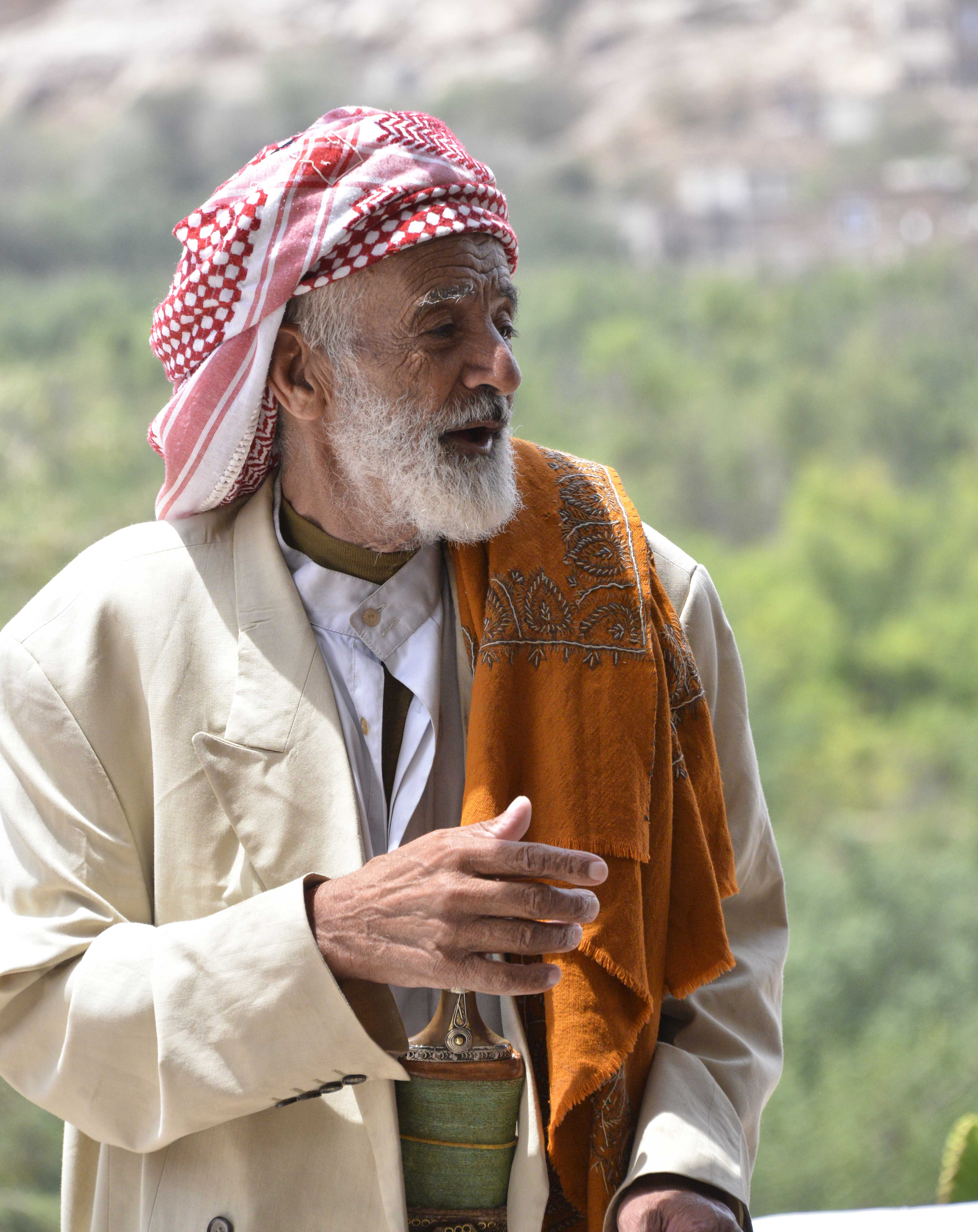
مرد یمنی با چفیه

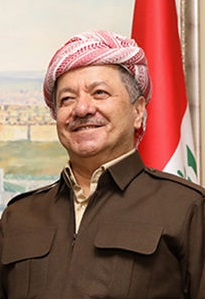
مسعود بارزانی رئیس پیشین اقلیم کردستان عراق با چفیه

چَفیه (عربی: کوفیة، بالغترة، الشماغ، الحطّة، المشدة، القضاضة) (کُردی: جه‌مه‌دانی،جامانه)، یا گاهی چپیه یک نوع سربند رایج در پوشاک سنتی مردم عرب ایران، کُرد و کشورهای عربی و بعضاً کشورهای دیگر است که بر روی سطح سر و زیر عقال (عگال) قرار می‌گیرد. چفیه می‌تواند به اشکال مختلفی بسته شود. چفیه در ایران به عنوان یک نماد مذهبی استفاده می‌شود. سید علی خامنه‌ای، رهبر ایران، در بسیاری از دیدارهای رسمی با چفیه روی دوش خود ظاهر می‌شود. بسیاری از منسوبان نظام جمهوری اسلامی ایران نیز چفیه روی دوش خود دارند.
چفیه به‌عنوان سربند استفاده می‌شود تا از سر و چشم دهان آنان در برابر آفتاب و شن محافظت کند. در مواقعی بستن کوفیه فقط برای تکمیل بودن لباس فرد استفاده می‌شود. چفیه را با رشته‌ای به نام عقال (عگال) بر سر می‌بندند که در مجموع چفیه و عقال نامیده می‌شود. یا چفیه به صورت عمامه که در کشورهای مختلف به صورت‌های مختلف بسته می‌شود.
با وجود رواج بیشتر واژهٔ «چفیه»، برخی مانند ابوالحسن نجفی، «چفیه» را شکل غلط کلمه می‌دانند و اصرار دارند که حتماً باید واژهٔ «کوفیه» به کار رود.
بعضی منشأ اصطلاح کوفیه را شهر کوفه دانسته‌اند حال آنکه به نظر می‌رسد از پوشاک‌های بسیار قدیمی و همه‌گیر سرزمین عرب بوده است.

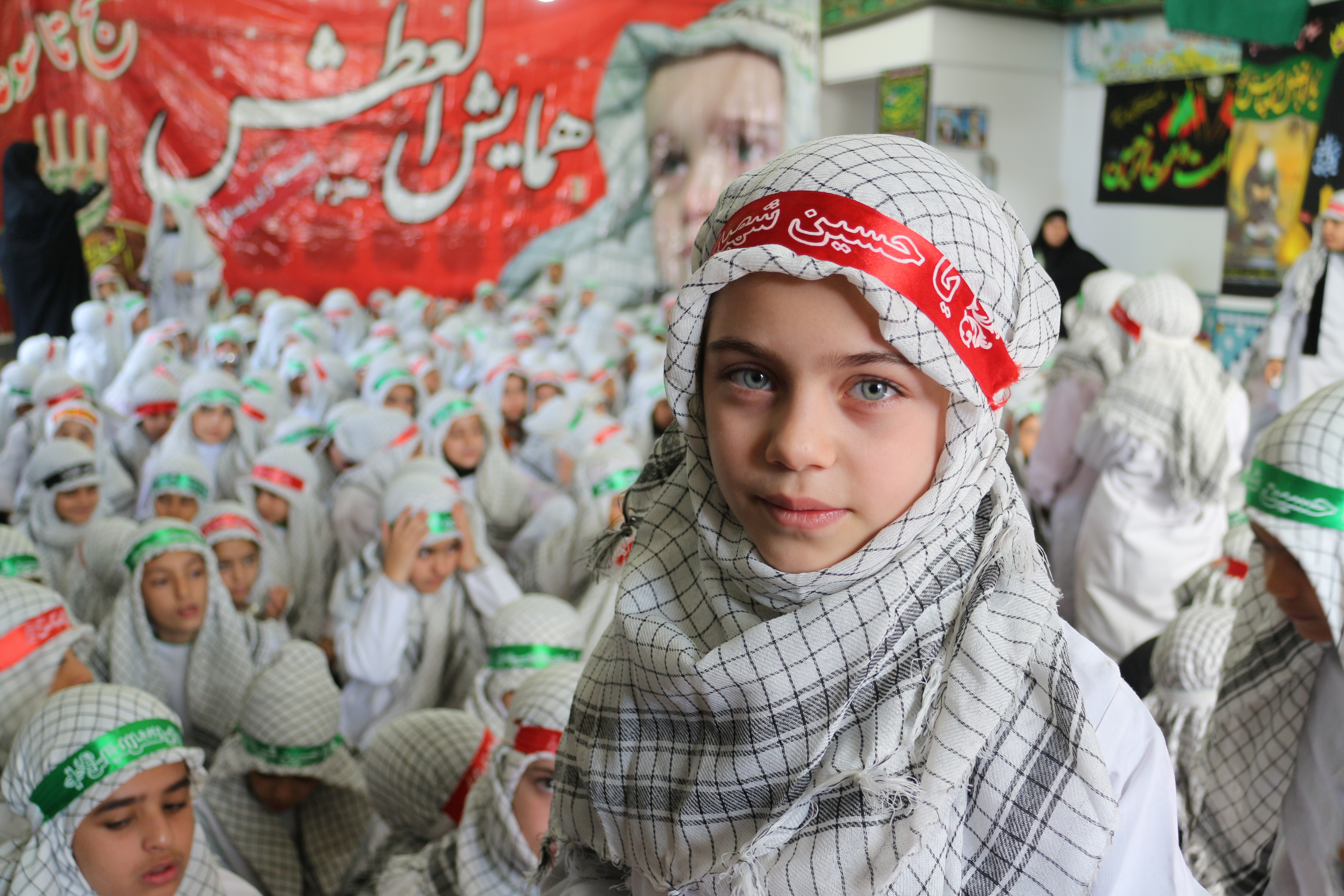
کودک ایرانی با چفیه در مراسم محرم.

## چفیه در حکومت ایران
چفیه در ایران به عنوان یک نماد حکومتی استفاده می‌شود. سیدعلی خامنه‌ای، رهبر ایران، در بسیاری از دیدارهای رسمی با چفیه روی دوش خود ظاهر می‌شود. بسیاری از منسوبان حکومت جمهوری اسلامی نیز چفیه روی دوش خود دارند.
محمدعلی جعفری فرمانده کل پیشین سپاه پاسداران گفته است خامنه‌ای «برای مقابله با دوم خردادی‌ها چفیه به گردن خود انداخت.» وی افزود آیت الله سید علی خامنه‌ای چفیه را با سیاست‌های منطقه‌ای جمهوری اسلامی و «محور مقاومت» گره زده است.
محمود احمدی‌نژاد در سال ۱۳۸۹ بر گردن «سرباز هخامنشی» در نمایشگاه منشور کوروش چفیه انداخت.

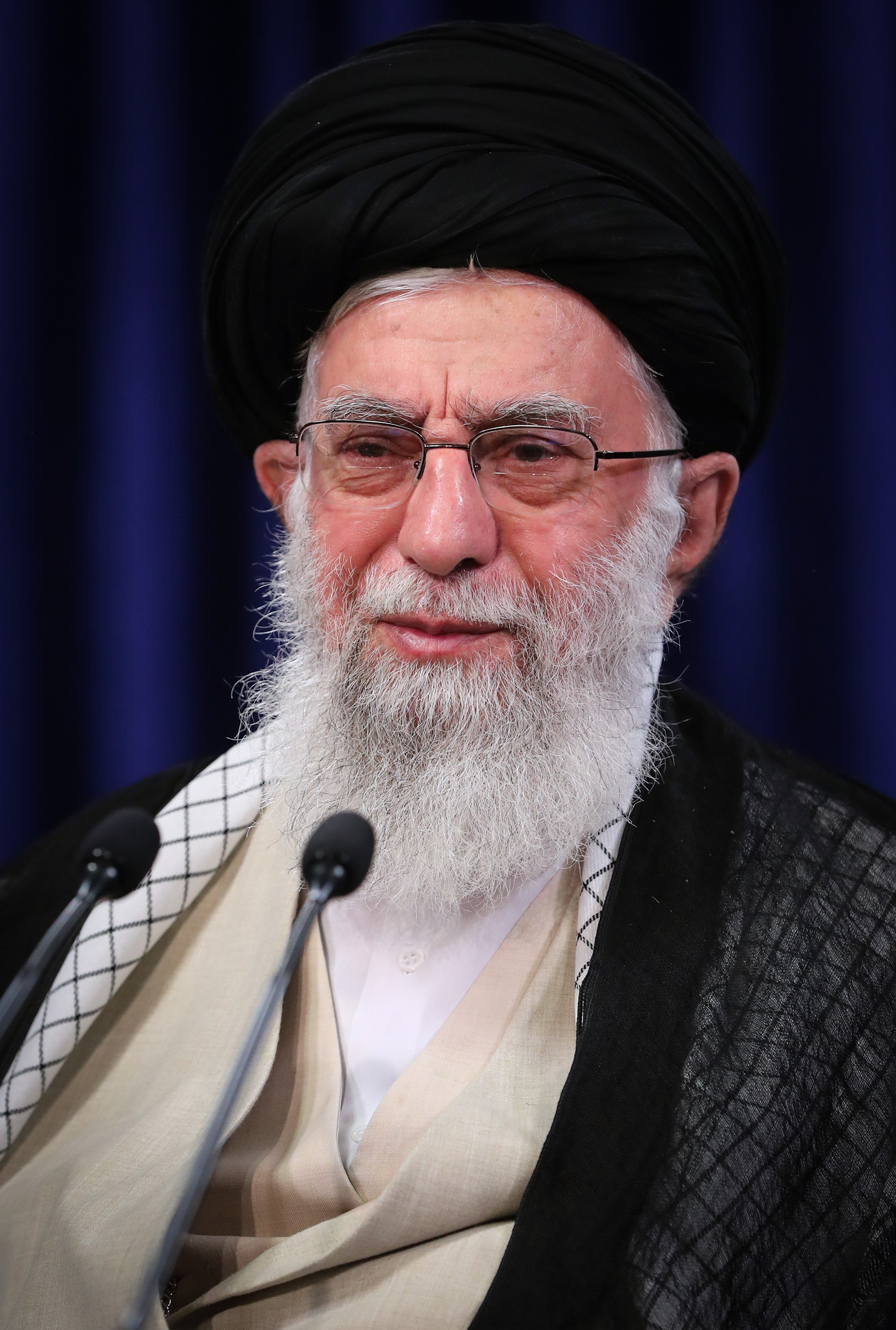
چفیه بر دوش آیت الله سید علی خامنه‌ای هنگام سخنرانی در شهریور ۱۳۹۹

در سال ۱۴۰۰، تولید مانتو در شهر مشهد با طرح چفیه با عکس‌العمل شدید وابستگان حکومت روبرو شد.
پایگاه صراط نیوز نوشت کاربرد چفیه در طراحی مانتوها «چندش‌آور و بی‌ریخت» و حتی «جسارت به پارچه‌ای است که سال‌های سال به عنوان نمادی از استقامت در کشور به کار گرفته می‌شود.»

## چفیه در بین احزاب کُرد
پیشمرگه‌های احزاب کُرد ایرانی چون کومله و دموکرات و پژاک نیز از چفیه استفاده می‌کنند که در زبان کردی، به آن جامانه می‌گویند.

## گونه‌ها
- شماغ: همان چفیه سرخ رنگ شطرنجی که در اکثر نقاط کرد نشین و عربی کاربرد دارد.
- فلسطینی: بیشتر در عراق، خوزستان ایران، سوریه، فلسطین و اردن رایج است.
- سفید و ساده: چفیه رایج در بین عرب‌های منطقهٔ جنوب خلیج فارس.
- مصار: نوعی چفیه طرح دار که بیشتر در عمان، یمن، امارات، عربستان سعودی، قطر و جزایر و سواحل خلیج فارس و درمیان عرب‌های خوزستان رایج است.